# Músculos papilares
Los músculos papilares son unas proyecciones musculares con forma de cono que se encuentran situados en el interior de los ventrículos cardíacos. Parten del endocardio (la pared interna del corazón) y se insertan en los bordes de la válvula mitral y la válvula tricúspide mediante unas cuerdas tendinosas.

## Función
La función de los músculos papilares es contraerse y actuar como tensores de las cuerdas tendinosas. Estos músculos inician su contracción antes que el ventrículo y la mantienen durante toda la sístole, tensan las cuerdas tendinosas, lo que mantiene unidas las cúspides valvulares, evitando su prolapso y el flujo de sangre retrógrado desde el ventrículo hacia la aurícula durante la contracción ventricular.

## Anatomía
En el ventrículo derecho, los músculos papilares principales son tres: 
- el músculo papilar anterior, que se caracteriza por ser el más grande de los tres;
- el músculo papilar septal, que se origina en el tabique interventricular; y
- el músculo papilar posterior, que es más pequeño que el músculo papilar anterior.

El ventrículo izquierdo tiene dos:
- el músculo papilar anterior
- el músculo papilar posterior

Ambos son mayores que los músculos papilares del ventrículo derecho, debido a que el ventrículo izquierdo realiza más trabajo que el derecho.

## Rotura de músculo papilar
La rotura de alguno de ellos, a pesar de su pequeño tamaño, puede traer graves consecuencias, pues ocasiona una incompetencia valvular y durante la contracción del ventrículo la sangre fluye en sentido inverso al fisiológico, penetrando en la aurícula, lo cual desencadena insuficiencia cardiaca.